# Richard Brake
Richard Colin Brake (født 30. november 1964) er en walisisk skuespiller, der er kendt for sine biroller som Joe Chill i Batman Begins (2005), Doom-Head i 31 (2016), og kemikeren i Mandy (2018), samt sin hovedrolle som Bob Reid i Perfect Skin (2018). Han har også haft biroller på tv som Night King i fjerde og femte sæsoner af Game of Thrones, som Conrad Harlow i første sæson af Absentia, og som Anton Kaledin i tredje sæson af Peaky Blinders.

## Filmografi

### Film
| År   | Titel                          | Rolle                               | Notes                         |
| ---- | ------------------------------ | ----------------------------------- | ----------------------------- |
| 1994 | Death Machine                  | Scott Ridley                        |                               |
| 1996 | Subterfuge                     | Pierce Tencil                       |                               |
| 1996 | Virtual Terror                 | Steve Baker                         |                               |
| 1997 | Deus Volt                      | Bishop Von Match                    |                               |
| 2003 | Cold Mountain                  | Nym                                 |                               |
| 2005 | Batman Begins                  | Joe Chill                           |                               |
| 2005 | Doom                           | Corporal Dean Portman               |                               |
| 2005 | München                        | Belligerent American                |                               |
| 2005 | Soul Searcher                  | Van Bueren                          |                               |
| 2006 | The Black Dahlia               | Bobby DeWitt                        |                               |
| 2007 | Hannibal Rising                | Enrikas Dortlich                    |                               |
| 2007 | Retribution                    | Masters                             |                               |
| 2008 | Outpost                        | Prior                               |                               |
| 2009 | Cuckoo                         | Lone Wolf                           |                               |
| 2009 | Halloween II                   | Gary Scott                          |                               |
| 2009 | Perkins' 14                    | Ronald Perkins                      |                               |
| 2010 | Legacy                         | Scott O'Keefe                       |                               |
| 2011 | Detention                      | Mr. Nolan                           |                               |
| 2011 | Good Day for It                | Norman Tyrus                        |                               |
| 2011 | The Incident                   | Harry Green                         | Also known as Asylum Blackout |
| 2011 | Water for Elephants            | Grady                               |                               |
| 2013 | The Counselor                  | Second Man                          |                               |
| 2013 | The Numbers Station            | Max                                 |                               |
| 2013 | Thor: The Dark World           | Einherjar Captain                   |                               |
| 2014 | Kingsman: The Secret Service   | The Interrogator                    |                               |
| 2014 | Set Fire to the Stars          | Mr. Unlucky                         |                               |
| 2015 | Spy                            | Solsa Dudaev                        |                               |
| 2015 | The Cannibal in the Jungle     | Dr. Timothy Darrow                  |                               |
| 2015 | The Chameleon                  | Detective Brady                     |                               |
| 2016 | 31                             | Doom-Head                           |                               |
| 2017 | Bitter Harvest                 | Medved                              |                               |
| 2017 | The Death of Stalin            | NKVD Officer Tarasov                |                               |
| 2018 | Mandy                          | Kemikeren                           |                               |
| 2018 | Perfect Skin                   | Bob Reid                            |                               |
| 2018 | The Sisters Brothers           | Rex                                 |                               |
| 2019 | 3 from Hell                    | Winslow Foxworth Coltrane           |                               |
| 2019 | Feedback                       | Brennan                             |                               |
| 2019 | The Dare                       | Credence                            |                               |
| 2020 | The Rhythm Section             | Lehmans                             |                               |
| 2020 | Tremors: Shrieker Island       | Bill                                |                               |
| 2021 | The Virtuoso                   | Handsome Johnnie                    |                               |
| 2021 | Bingo Hell                     | Mr. Big                             |                               |
| 2022 | Barbarian                      | Frank                               |                               |
| 2022 | Offseason                      | Bridge Man                          |                               |
| 2022 | Vesper                         | Darius                              |                               |
| 2022 | The Munsters                   | Dr. Henry Augustus Wolfgang, Orlock |                               |
| 2022 | R.I.P.D. 2: Rise of the Damned | Otis Clairborne / Astaroth          |                               |
| 2023 | The Gates                      | William Colcott                     |                               |
| 2023 | The Last Stop in Yuma County   | Beau                                |                               |
| 2023 | Lore                           | Darwin                              |                               |
| 2023 | Hammarskjöld                   | Hunter                              |                               |
| 2024 | The Strangers: Chapter 1       | Sheriff Rotter                      |                               |

### Tv
| År      | Titel                              | Rolle                                   | Noter                                                                           |
| ------- | ---------------------------------- | --------------------------------------- | ------------------------------------------------------------------------------- |
| 1993    | Jeeves and Wooster                 | Reporter                                | Episode: "Lady Florence Craye Arrives in New York (or, the Once and Future Ex)" |
| 2004    | Keen Eddie                         | "Dutch" Mike Vanderlay                  | Episode: "Sticky Fingers"                                                       |
| 2009    | Cold Case                          | Rich Kiesel                             | Episode: "Mind Games"                                                           |
| 2009    | M.I. High                          | Georgi                                  | Episode: "Family Tree"                                                          |
| 2009    | NCIS: Los Angeles                  | John Bordinay                           | Episode: "Ambush"                                                               |
| 2010    | The Deep                           | McIndoe                                 | 3 episoder                                                                      |
| 2011    | Above Suspicion                    | Joseph Marshall / Alexander Fitzpatrick | 3 episoder                                                                      |
| 2013    | Mob City                           | Terry Mandel                            | 5 episoder                                                                      |
| 2014    | Crossing Lines                     | Alexander Fuster / Winston Smith        | Episode: "The Kill Zone"                                                        |
| 2014    | The Assets                         | Agent Waters                            | Episode: "Trip to Vienna"                                                       |
| 2014    | Transporter: The Series            | Dezdu Magyar                            | Episode: "2B or Not 2B"                                                         |
| 2014–15 | Game of Thrones                    | Night King                              | 2 episoder                                                                      |
| 2015    | Grimm                              | Nigel Edmund                            | Episode: "Bad Luck"                                                             |
| 2015    | Obsession: Dark Desires            | Dale                                    | Episode: "Apocalypse Now"                                                       |
| 2015    | The Bastard Executioner            | Baron Edwin Pryce                       | 3 episoder                                                                      |
| 2016    | Barbarians Rising                  | Geiseric                                | Episode: "Ruin"                                                                 |
| 2016    | Beowulf: Return to the Shieldlands | Arak                                    | Episode 8                                                                       |
| 2016    | Hawaii Five-0                      | Henry Garavito                          | Episode: "Ka Pono Ku'oko'a" (The Cost of Freedom)                               |
| 2016    | Peaky Blinders                     | Anton Kaledin                           | Episode 1                                                                       |
| 2016    | Ray Donovan                        | Vlad                                    | 4 episoder                                                                      |
| 2017    | Absentia                           | Conrad Harlow                           | Series regular (Season 1)                                                       |
| 2017    | Eight Days That Made Rome          | Seneca                                  | Episode: "The Downfall of Nero"                                                 |
| 2017    | Supernatural                       | Luther Shrike                           | Episode: "The Scorpion and the Frog"                                            |
| 2018    | Patrick Melrose                    | Mark                                    | Episode: "Bad News"                                                             |
| 2018    | The Royals                         | Earl Frost                              | 5 episodes                                                                      |
| 2019    | Creeped Out                        | The Hidden                              | Episode: "No Filter"                                                            |
| 2019    | Sanctuary                          | Carol                                   | Recurring role                                                                  |
| 2020    | Brave New World                    | Pope                                    | 2 episoder                                                                      |
| 2020    | Cursed                             | Brother Theophilius                     | 2 episoder                                                                      |
| 2020    | The Mandalorian                    | Valin Hess                              | Episode: "Chapter 15: The Believer"                                             |
| 2021    | Exterminate All The Brutes         | General                                 |                                                                                 |

### Computerspil
| År   | Titel       | Stemmerolle        | Noter           |
| ---- | ----------- | ------------------ | --------------- |
| 2005 | Juiced      | T. K.              |                 |
| TBA  | Squadron 42 | Såret minearbejder | Post-production |

### Musikvideo
| År   | Titel              | Kunstner | Noter                                   |
| ---- | ------------------ | -------- | --------------------------------------- |
| 2006 | Knights of Cydonia | Muse     | Spillede Sheriff Baron Klaus Rottingham |

### Kortfilm
| År   | Titel           | Rolle      | Noter |
| ---- | --------------- | ---------- | ----- |
| 2008 | The Tonto Woman | John Isham |       |
| 2011 | The Sweethearts | Landlord   |       |

## Hæder
| År   | Pris                                   | Kategori                  | Nominateret værk | Resultat  |
| ---- | -------------------------------------- | ------------------------- | ---------------- | --------- |
| 2016 | British Independent Film Festival      | Best Supporting Actor     | The Chameleon    | Nomineret |
| 2016 | Sydney Indie Film Festival             | Best Supporting Male      | The Chameleon    | Nomineret |
| 2017 | BloodGuts UK Horror Awards             | Best Actor                | 31               | Nomineret |
| 2017 | Fangoria Chainsaw Awards               | Best Supporting Actor     | 31               | Nomineret |
| 2017 | Fright Meter Awards                    | Best Supporting Actor     | 31               | Vundet    |
| 2019 | First Glance Film Festival Los Angeles | Best Actor – Feature Film | Perfect Skin     | Vundet    |
| 2019 | Vancouver Badass Film Festival         | Best Actor                | Perfect Skin     | Vundet    |